# 동홍동
동홍동(東烘洞)은 서귀포시의 행정동, 법정동이다. 면적은 6번째로 작은 14.3km2이며, 인구는 2011년 3월 31일을 기준으로 서귀포시에서 가장 많은 7,570세대, 21,111명이다. 법정동 동홍동 일부는 행정동 송산동에서 관할한다.

## 개요
동홍동은 법률 제3425호(1981년 4월 13일 공포)에 의해 서귀읍 일원과 중문면을 통합하여 서귀포시를 설치(1981년 7월 1일)할 때 이루어진 12개 동 중 하나로, 송산동 구역을 제외한 동홍동(옛 동홍리)이다.
전형적인 도 농 복합형의 도시형태를 이루며, 농업, 축산업과 서귀포시의 최대 인구 밀집지역으로 상권의 중심을 이룬다. 오일시장, 뉴엘마트, 코리아마트, 플러스마트 등 대형마트들이 들어서 있다. 영구임대아파트 조성지역으로 저소득층 밀집거주지(191 가구 411명)가 있으며, 동홍택지개발지구조성으로 지속적인 인구 증가지역을 이루고 있다.

## 아파트
| 단지명         | 건설사                | 시행사       | 주소            | 입주       | 비고     |
| -------------- | --------------------- | ------------ | --------------- | ---------- | -------- |
| 동홍주공 5단지 | 정한종합건설㈜        | 대한주택공사 | 중산간동로 8002 | 1999년 4월 |          |
| 동홍주공 6단지 | 유성건설㈜ 한일건설㈜ | 대한주택공사 | 중앙로 198-9    | 2008년 6월 | 국민임대 |

## 관광
- 오일시장
- 정방폭포
- 제주별빛누리공원
- 돈내코
- 외돌개